# Râul Durașu
Râul Durașu este un curs de apă, afluent al râului Nechitu. 